# Gustaf Östling
Sven Gustaf Östling, född 29 mars 1914 i Helsingfors i Finland, död 2 augusti 2000 i Danmarks församling i Uppsala län, var en finländsk läkare. Han var son till Jim Östling.
Östling blev medicine och kirurgie doktor 1946 och docent i farmakologi vid Helsingfors universitet 1954. Han blev medicinsk chef vid Oy Medica Ab 1952 och var anställd vid Pharmacia-koncernen i Sverige från 1963. Han torde ha varit den förste i Finland som i biomedicinsk forskning använde radioaktiva spårämnen, främst fosfor-32. För detta ändamål använde han en Geiger-Müller-räknare konstruerad av Runar Gåsström och Lennart Simons.
Han var från 1941 till sin död gift med Wivi Linnéa Östling (1914–1996).